# ستاره هرمینووی
ستاره هرمینووی (به لاتین: Staré Heřminovy) یک منطقهٔ مسکونی در جمهوری چک است که در شهرستان برونتال واقع شده‌است. ستاره هرمینووی ۱۰٫۱۸ کیلومتر مربع مساحت و ۲۳۳ نفر جمعیت دارد و ۴۷۳ متر بالاتر از سطح دریا واقع شده‌است.